# Yo contigo, tú conmigo (The Gong Gong Song)
«Yo Contigo, Tú Conmigo» (The Gong Gong Song) es un sencillo del grupo colombiano Morat, y del cantante español Álvaro Soler. El tema se estrenó en iTunes, plataformas de streaming, radios y YouTube el 16 de junio de 2017. La canción fue compuesta y producida por Álvaro Soler y por Morat para la banda sonora de la película Despicable Me 3 de Universal Studios, estrenada el 16 de junio de 2017, de la cual forma parte de la misma. También la canción forma parte de la telenovela argentina Mi hermano es un Clon (2018).

## Historia de la canción
Álvaro Soler y Morat concibieron el plan de colaborar en una canción, después de conocerse en un festival en España en 2016, cuando trabaron una amistad. Esta idea se concretizó cuando Universal Pictures y Illumination Entertainment los contactaron con la propuesta de grabar juntos un tema para la banda sonora de Despicable Me 3. Con este objetivo, Álvaro y Morat se juntaron en un estudio en Madrid a finales de marzo de 2017, donde dedicaron un día y medio a componer y  grabar la canción, para acabarla después cada uno por separado, Álvaro la terminó en Berlín, y Morat en Bogotá. Inicialmente, el objetivo era que la canción se creara exclusivamente para la banda sonora de la película, pero luego fue lanzada también como sencillo.

## Vídeo musical
El vídeo musical para Yo contigo, tú conmigo se estrenó el 16 de junio de 2017 en el canal oficial en Youtube de Morat, MoratVEVO. El videoclip, grabado en la Ciudad de México en mayo de 2017 bajo la dirección de Pacho Flores, nos muestra a Álvaro Soler y a Morat tocando la guitarra acústica, la batería y otros instrumentos sobre un telón de fondo blanco, y en el cortometraje se insertan también continuamente fragmentos de la película Despicable Me 3. Han acumulado 164 millones de visualizaciones hasta la fecha.

## Radio y Streaming
El sencillo ha rebasado los 33 millones de streams en Spotify, y a principios de julio de 2017 se convirtió en número uno en la radio en España, además de alcanzar tres meses después la posición 15 en las clasificaciones de airplay en Polonia. Asimismo, en enero de 2018, el tema Yo contigo, tú conmigo se posicionó en el séptimo lugar en la lista anual de canciones más tocadas en la radio en España en 2017.

## Utilización en América Latina
Dos años después del lanzamiento de la música, Teledoce, el 1 de mayo de 2019, un día antes de cumplir 57 años, fue utilizada con permiso de la AGADU, en el institucional "La emoción de estar juntos", donde se ve a las figuras del canal, cantando a coro el tema.

## Posición en las listas de ventas
| Lista (2017)                         | Posición más alta |
| ------------------------------------ | ----------------- |
| España (Top 50 Sencillos Promusicae) | 6                 |
| Italia (Top 50 Nacional)             | 14                |
| Polonia (Top 50 Nacional)            | 39                |

## Certificaciones de venta
| País                | Certificación |
| ------------------- | ------------- |
| España (Promusicae) | Platino       |
| Italia (FIMI)       | Platino       |

## Premios
| Premio                          | Nominación      | Resultado |
| ------------------------------- | --------------- | --------- |
| Los Premios 40 Principales 2017 | Canción del Año | Ganador   |